# Syrská archieparchie Damašek
Archieparchie Damašek je syrská katolická archieparchie nacházející se v Sýrii.

## Území
Zahrnuje území města Damašek, kde se nachází hlavní chrám, katedrála svatého Pavla.

## Historie
Archieparchie byla zřízena roku 1633 s přechodem části Syrské pravoslavné církve ke Svatému stolci.

## Seznam arcibiskupů
- Petrus Miserscia (1716–1720)
- Nehemes Codsi (1721–?)
- Ignatius Simon II. Hindi Zora (1810–1816)
- Jacques Haliani (Eliani) (1837–1876)
- Clément Joseph David (1879–1890)
- Jean-Clément Mamarbachi (1892–?)
- Clément Michel Bakhache (1900–1922)
- Grégoire Pierre Habra (1923–1933)
- Iwannis Georges Stété (1933–1968)
- Clément Abdulla Eliane Rahal (1968–1971)
- Clément Georges Schelhoth (1972–1978)
- Eustathe Joseph Mounayer (1978–2001)
- Gregorios Elias Tabé (2001–2019)
- Youhanna Jihad Battah (od 2019)